# Rjózó Suzuki
Rjózó Suzuki (* 16. července 1939) je bývalý japonský fotbalista.

## Reprezentační kariéra
Rjózó Suzuki odehrál 24 reprezentačních utkání. S japonskou reprezentací se zúčastnil letních olympijských her 1964 a letních olympijských her 1968.

## Statistiky
| Japonsko | Japonsko | Japonsko |
| Roky     | Záp.     | Góly     |
| -------- | -------- | -------- |
| 1961     | 1        | 0        |
| 1962     | 7        | 0        |
| 1963     | 5        | 0        |
| 1964     | 2        | 0        |
| 1965     | 1        | 0        |
| 1966     | 6        | 0        |
| 1967     | 0        | 0        |
| 1968     | 2        | 0        |
| Celkem   | 24       | 0        |